# 小川慶太
小川 慶太（おがわ けいた、1982年12月22日 - ）は、日本の音楽家、ドラマー、パーカッショニスト。Canopus Drum, Meinl Cymbal, Meinl Percussion, Evans Drumhead, Vic Firth, Cooperman Company, Dem Sticksのエンドースアーティストである。

## 経歴・人物
京都府生まれ、長崎県佐世保市出身。
15歳のときにドラムをはじめる。
高校卒業後、神戸市の甲陽音楽学院で2年間ドラムを学ぶ。その後上京。2005年渡米。その年の秋にバークリー音楽学院に専攻をドラムセットからハンドパーカッションに変えて入学。バークリーでは、ジェイミー・ハダッド、エギー・カストリオロ、ティト・デ・グラシア、デビッド・ロサード、マーク・ウォーカーなどに師事する。
そして2007年、ブラジルのリオデジャネイロで3ヶ月間、ブラジル音楽シーンにおいて重要なジョルジーニョ・ドパンデーロ、セルシーニョ・シウヴァ、キコ・フレイタス、マルシオ・バイーアなどに師事する。
渡米後、現在の音楽シーンを代表するヨーヨー・マを初めとする、世界のアーティストたちと共演する。グラミー賞受賞バンド：スナーキー・パピーやJ-Squad（Jスクワッド）、バンダマグダ、ボカンテのメンバーでもある。
スナーキー・パピーのメンバーとして参加した 2017年・2021年・2023年に、同グループはグラミー賞を3度受賞している。2023年2月5日の第65回グラミー賞では、参加作品の「Empire Central」が最優秀コンテンポラリー・インストゥルメンタル・アルバム部門を受賞。小川自身も2020年の第62回と、2024年の第66回で2度グラミー賞にノミネートされている。
現在はニューヨークを拠点に、アメリカ国内、カナダ、ヨーロッパ、南米、アジアなど世界各国で活躍中。

## 共演者
- Yo yo-ma
- Osvaldo Golijov
- Assad Brothers
- Alisa Weilerstein
- Gustavo Dudamel
- Clarice Assad
- Romero Lubambo
- Danilo Perez
- Benny Green
- Eric Harland
- Camila Meza
- Boston Symphony Orchestra
- その他

## ディスコグラフィ
- Miki Miyamoto / Dear (2006)
- Dreaming Butterfly / It's not too late (2006)
- Four Leaf Sound (2007)
- Oyari / River (2008)
- Hiromi Suda (2008)
- Sylvie Bourban / ki:r (2008)
- Mizuho Yahara & Tiger Okoshi / 翼 (2008)
- Helen Sherra-Davis / Star Stuff (2008)
- Mika Mimura / Precious (2008)
- Mari Tochiya / Arigatou (2009)
- Keropon's / Pretty Keropon's (2009)
- Mari Yamashita / Sun Flower (2010)
- Mizuho Yahara & Tiger Okoshi / Stars and Moon (2010)
- Hironobu Saito / Reflection (2010)
- Manami Morita / For You (2010)
- Rubblebucket / Came Out Of Lady (2010)
- Caroline Jones / Fallen Flowers (2010)
- Rubblebucket / Omega La La (2010)
- Luisa Sobral / The Cherry On My Cake (2011)
- Dominick Farinacci / Dawn of Good Bye (2011)
- Kazuyo Kuriya / Impressions (2011)
- Saucy Lady / Diversify (2011)
- Adam Rudolph Go:Organic Orchestra / Can You Imagine The Sound Of a Dream (2011)
- Hildegunn Gjdrem / Share Your Secret (2011)
- Mariko Awada / Marguerite (2012)
- Hajime Yoshida / Unlimitation (2012)
- Snarky Puppy / Ground Up (2012)
- Clarice Assad / Home (2012)
- Alison Wedding / This Dance (2012)
- Toru Dodo / JAfro (2012)
- Erika / True Colors (2012)
- Hiromi Suda / Sou (2012)
- Guy Mendilow's Ensemble / Tales From The Forgotten Kingdom : Ladino Songs Renewed (2012)

## 出演

### テレビ
- 報道ステーション(J-Squad) 2016
- 報道ステーション(小川慶太) 2017
- グッと!地球便「＃531アメリカ・ニューヨーク」（2019年10月6日、読売テレビ）[5]
- 報道ステーション(小川慶太) 2021.3.15

### CM
- ザ・プリンスギャラリー 東京紀尾井町(JSquad) 2016

### 雑誌
- Drum Magazine 4月号 2008
- Drum Magazine 6月号 2011
- Drum On 2020